# Perirhoe
Perirhoe là một chi ốc biển, là động vật thân mềm chân bụng sống ở biển trong họ Terebridae, họ ốc dài.

## Các loài
Các loài thuộc chi Perirhoe bao gồm:
- Perirhoe cerithina (Lamarck, 1822)[2]
- Perirhoe circumcincta (Deshayes, 1857)[3]
- Perirhoe eburnea (Hinds, 1844)[4]
- Perirhoe valentinae (Aubry, 1999)[5]